# La Redonda
La Redonda ist eine westspanische Gemeinde (municipio) in der Provinz Salamanca in der Autonomen Gemeinschaft Kastilien-León. 2024 hatte die Gemeinde 65 Einwohner.

## Lage
La Redonda liegt etwa 100 Kilometer westlich von Salamanca in einer Höhe von ca. 670 m nahe der portugiesischen Grenze.
Das Klima ist mäßig. Es fällt Regen in einer mittleren Menge (ca. 559 mm/Jahr).

## Bevölkerungsentwicklung
| Jahr      | 1900 | 1950 | 1960 | 1970 | 1981 | 1991 | 2001 | 2011 | 2021 |
| Einwohner | 392  | 275  | 274  | 203  | 147  | 138  | 110  | 92   | 66   |

## Sehenswürdigkeiten
- Martinskirche (Iglesia de San Martín)